# Nate
Nate（韓語：네이트）是韩国SK通讯（SK커뮤니케이션즈）所运行的一个韩国的门户网站。Nate.com（네이트닷컴）与Lycos Korea（라이코스코리아）于2002年尾合并。

## NateOn
NateOn是韩国一個即时通信工具。这个工具不僅提供微软Windows版，同时还有Mac OS 10和Linux的试用版。Linux版本已经成为KLDP的一项计划。

## 相关主题
- 赛我网